# 名劍風流
《名劍風流》為古龍中期作品。全書結構龐大，人物眾多。胡正群〈《名劍風流》創作前後〉說1961年動筆，斷續書寫五、六年，其後由春秋出版，《台灣武俠小說發展史》說1965年出版，郭璉謙說1966年，胡正群說出版當年《絕代雙驕》已動工。缺結尾，1967年喬奇補上。胡正群說一萬多字（自39章起），《台灣武俠小說發展史》說三萬字。

《名劍風流》，天地圖書出版社版本，1998年出版

## 內容概要
一日，俞佩玉与父亲俞放鹤在家练字，突然俞放鹤遭到暗算，并且俞府上下通通被杀死，俞佩玉唯一幸免。之后遇上未婚妻林黛羽，发现武林许多成名人物具是如此。没想到不久这些死去的人们全部都再次出现，并且在武林大会“黄池之会”在十三门派掌门的推举下，俞放鹤当上武林盟主。唯一怀疑此事的是俞佩玉刚交的好友丐帮帮主红莲花、百花帮帮主海棠夫人、林黛羽与昆仑派掌门天钢道长；為了保護俞佩玉和林黛羽，海棠夫人将林黛羽收为徒，在红莲花建议下，俞佩玉拜昆仑派掌门为师。但在往昆仑山途中，因红莲花受人诱骗，将昆仑派掌门打死，没多久俞佩玉便被昆仑派误会为杀人凶手，并被武林盟主俞放鹤通缉天下，被追杀中，俞佩玉被高老头救到“杀人庄”，高老头将俞佩玉整形成一天下第一的美男子，并再次打着“俞佩玉”之名重新出现，雖然使用同樣名字，但長相大為不同，所以眾人雖懷疑也無法真的對其下手。
俞佩玉路上遇上天蚕教三堂主“琼花三娘子”金花娘、银花娘、铁花娘，在银花娘吃醋（因为铁花娘喜欢俞佩玉，而金花娘却不知银花娘也喜欢俞佩玉，是以一再凑合铁花娘与俞佩玉）下，将俞佩玉脸上划下一刀疤；之后俞佩玉逃出遇上金燕子，两人发现了昔日销魂宫主的宝藏，但碰上机关，再次分离，其中俞佩玉误中春药而无法自拔而玷污了躲在石棺许久已出来了的林黛羽，而林黛羽在肌膚相親時認出眼前之人就為其未婚夫，但俞佩玉不知此事。而另一面银花娘碰上了金燕子，天真的金燕子不知银花娘狠毒，与其结拜；由於唐门当家三姊妹为金燕子拜把姊妹，金燕子将其带入唐门，银花娘趁乱救出被唐门幽禁、金花娘的情郎唐珏，没想到竟是戴着面具的俞佩玉，原来唐门首领唐无双想趁俞佩玉在唐门养伤时偷偷将其送给俞放鹤（虽然俞佩玉整形，但是俞放鹤仍不放心這個同名的人），但也无意中让俞佩玉碰上唐无双被抓，并被另一位“唐无双”代替。
之后俞佩玉逃到李家镇，并在一小楼上遇上凤三、朱泪儿。这小楼是昔日“销魂宫主”的住处，据说藏着天下至宝，但武林人士却打不过凤三，最后俞放鹤火烧小楼，俞佩玉等人幸运逃脱。后来碰上了武功绝顶的杨子江，在杨子江的住处发现了地道，在地道中碰上了昔日诈死在杀人庄的庄主姬苦情，在被姬苦情折磨快致死时，杨子江的师父“墨玉夫人”出现打死了姬苦情，并指出俞放鹤等“假俞放鹤”均是「大地乾坤一袋装」东郭先生的手笔，并谎称东郭先生为四十年前的恶魔，败于墨玉夫人自己之手，今将卷土重来，并说东郭先生如今已天下无敌，于是指示俞佩玉凭著在小楼找到的“报恩牌”去找东郭先生，东郭先生无论何事均会答应，并请俞佩玉学会东郭先生的绝招“无相神功”，并伺机暗杀掉他。
（以下為喬奇續筆的三十九章、四十章）
但前往路途中遇上了昔日救命恩人高老头，原来高老头是东郭先生的弟弟叫东郭高，并向俞佩玉解释墨玉夫人才是幕后主使，并用在小楼找到的“阎王债”，公布天下，那阎王债上各各都是江湖人士的丑闻，并发现原来那假俞放鹤是俞放鹤的弟弟俞独鹤，而那墨玉夫人竟是姬苦情的妹妹姬悲情，而这三人竟是乱伦三角。而墨玉夫人送走俞佩玉后越想越不对，并与被自己杀“死”的姬苦情与俞独鹤商量后，叫俞独鹤以武林盟主身分统帅武林人士上山找俞佩玉，自己则在地道中抓到朱泪儿。最后俞佩玉练成了“无相神功”并说服了华山派怒真人，将姬悲情等三人的阴谋公诸于世，最后姬悲情自杀，姬苦情、俞独鹤死于无相神功，俞佩玉终得清白，最後当上新任的武林盟主。

## 主要人物
- 俞佩玉

本作男主角，『先天無極派』掌門人之子，最後當上新任的武林盟主。
- 朱淚兒

本作女主角，『銷魂宮主』朱媚的女兒。

## 次要人物
- 「大地乾坤一袋裝」東郭先生

身形又矮又瘦的老人，白色的鬍子又多又長，使他整個人像是全被包在鬍子裡一樣，为人随性，不拘礼教。
五十年前便已天下無敵，武功独步天下的武林前辈，江湖傳言「大地乾坤一袋裝，布袋先生」，唯一有資格做墨玉夫人對手的高人。
身負“无相神功”，一身内外狂飕般的神功奇力。
一直暗助主角俞佩玉揭穿「墨玉夫人」姬悲情的惊天阴谋，并将至高武学“无相神功”传给俞佩玉。
- 「萬里飛鷹」東郭高

東郭先生的二弟，輕功高絕，嫉惡如仇，醫道之高明更是天下無雙，精通刀圭之術，在殺人莊將俞佩玉整容成天下第一美男子，在殺人莊化名為高老頭，幫助俞佩玉甚多。
- 鳳三

武功绝顶的武林異人，江南鳳家三公子，江湖傳言“垂天大星江南鳳，鳳鳴千里天地動”，其清嘯聲如鸞鳳般，高徹云霄，人稱“千里鳳鳴，其清入云，鳳鳴千里，魂魄難尋”。
武功惊人，如神龍翱翔，鳳舞九天，世上無論那一門、那一派的武功殺手，和他的出手一比，簡直有如儿戲。且可以吸引他人内功而为自己所使用。
平生最愛孤獨，自從經過一件事后，更覺得世上再無一個看得順眼的人，見了人就恨不得將之一刀殺死。
意外從頻死的航海客李夢唐口中得知「不夜城主」東方大明打算圍殺「銷魂娘子」朱媚的陰謀，一氣之下將日月島不夜城搗了個稀爛，然後揚帆而返，誰知卻還是來遲了一步，盛怒下把當場的東方大明、李天王、胡姥姥，以及南海七十二島的十九個島主，全部殺死。
自此与朱媚之女朱泪儿浪荡江湖，躲避仇家而隐于李渡镇小楼上。后俞佩玉等人闯入小楼，經一連串事件後俞佩玉与凤三结为兄弟，之後凤三被東郭先生带走疗伤，朱泪儿随俞佩玉奔波武林，共演名剑风流。
- 「天吃星」

武功绝顶的武林異人，連當今天下的十大高手都非其敵手，江湖傳言“天吃星，亮晶晶，吃盡天下無敵手，腹中能容十万兵”，自命腸胄如鐵，常常誇說“大葷不吃死人，小葷下吃蒼蠅”，但在被回聲谷的應聲蟲纏了兩個月後竟消瘦了下來，食不知味改叫“天餓星”。
- 「樂山老人」俞放鶴

先天無極派掌門人，俞佩玉之父。
俞放鹤武功高绝，一双“金丝绵掌”天下无敌，面容清瞿，性格忍耐容讓。
在俞放鹤领导下的先天无极派声望极高，在武林中足以与少林派、武当派分庭抗礼，惟对名利甚为淡薄，欲退出武林。晚年卻被殺害。
- 「一股煙」俞獨鶴：

漠北大盜，俞放鶴的弟弟，心如梟獍，為所欲為，無惡不作，姬靈風和姬靈燕的生父，偽裝成假的俞放鶴當上「武林盟主」。
- 天雲

少林派掌門人
曾數度出任「武林盟主」，由于年老体衰而让贤。
- 出塵

武當派掌門人
「绵掌」已得武当绵实的颠峰。
- 紅蓮花

丐幫幫主
江湖傳言“红莲花，白莲藕，一根竹竿天下走。”
他以少年之身执掌天下第一大帮丐帮，处事得体，颇有为将之风，非但文武雙全，精明強干，而且口角鋒芒，亦是天下無雙。
他侠义满天下，打抱不平不畏强势，不求回报。也是俞佩玉被江湖眾人視為瘋子時唯一相信他的人。
喜歡林黛羽，但沒有讓任何人知道他的心意。
- 天鋼

崑崙派掌門
高冠玄服，紫面長髯，雙眉斜飛入鬢，看來不怒而威的老人，惜字如金，為人方正。
昆侖絕技，凌厲無雙，以輕功“飛龍八式”和“金剛指”力名震天下，內外功俱已爐火純青，五丈內飛花落葉，都瞞不過他，功力之深，招式之猛，更久已為海內武林同道所共仰。
和密宗三大高手之一的紅云大喇嘛宿怨极深，雙方搦戰，已不止一次。
- 絕情子

崆峒派掌門
高顴深腮，鼻眼如鷹的黑衣道人，不喜歡好酒好色之人。
武功「絕情劍」，性格火爆。
- 「芙蓉仙子」徐淑真

華山派掌門人。
蛾眉淡掃，風姿如仙，語聲清脆，烏髮黃衫，淡雅如仙，斜搭著一柄烏鞘長劍，杏黃色的劍穗。
可說是當今江湖中最難惹的女子，也是武當派出麈道長嫡親妹子，這兄妹兩人各居當代一大門派掌門之位，為武林一段佳話。
- 鍾靜

華山派女弟子。
一雙剪水雙瞳，披著繡花斗篷，風姿綽約，眼波嫵媚，笑容溫柔，身材高姚婀娜的美貌少女，眉目間英氣勃勃，是喜歡吃醋的醋罐子。
因郭翩仙以攝心術迷惑而愛上他，背叛師門救出當時被徐淑真抓住的郭翩仙，後遭鳳三吸走苦練11年的功力。
- 謝天璧

點蒼派掌門人
不到二十岁接任点苍掌门。
- 「飛魚劍客」魚璇

海南劍派掌門，號稱海南第一快劍。
又矮又胖，挺著個大肚子的綠衣人，頭戴的帽子已歪到一邊，衣襟也已敞開，一柄又長又細的劍，自腰帶拖到地上，劍鞘頭已被磨破了，露出了一小截劍尖，模樣看來有些滑稽邋遢。
以“飛魚快劍”威震南海十八島的名劍客，不發則已，一發必中，為人豪爽好酒，仗義行俠。
在出席「黃池大會」前，把“粉林七蜂”引至銅瓦廂，一夜之間，連誅七寇，為到會朋友攜來的婦女家眷除了心腹之患。
- 「海棠仙子」君海棠

百花幫幫主。
輕紗如蟬羽，儀態萬千，不可方物的絕代美人，傾國傾城的世間絕色。
腰肢纖細的不堪一握，身子看來嬌慵無力，卻能談笑間以一隻纖手舉起身高八尺，鐵塔般的鐵霸王。
江湖傳言“侍儿扶起嬌無力，百花最豔是海棠”，只有二十多歲，可說是當今江湖中最難惹的女子。
身負百花幫的三煞手“銷魂花，蝕骨雨，天香霧”，百花幫這三殺手只要使出，至今還無人能全身而退。
- 鐵霸王

關外武林的總舵把子，面如鍋底，身高八尺，雄壯魁偉，有霸王神力。
- 歐陽龍

長江水道七十二舵的總瓢把子。
- 「义薄云天」王雨楼

江南大侠，先天無極派二把手。
- 「太湖王」王金龙

水上大豪，金剪如龍號稱無敵，居住在太湖。
- 「宝马银枪」沈银枪

枪法冠绝江湖，銀槍白馬，少年時便已橫掃江南，居住在宜兴。
- 西门無骨

软功天下知名，居住在茅山。
- 「菱花神劍」林瘦鵑

錦衣高冠，腰懸一柄滿綴碧玉的長劍，頭髮雖然俱已花白，但看來仍是風神俊朗，全無老態。
當代十大劍客之一，蘇州大豪，林黛羽之父。
- 林黛羽

林瘦鵑之女，俞佩玉之未婚妻。
手持一柄菱花劍，面容清麗，身形纖細，被譽為江南第一美人。
- 郭翩仙

江湖上有十幾種身分，最為人所知的身分是丐幫的長老、武當的護法、西北最大馬場的主人、天下最大的富翁、曾經是「海棠仙子」君海棠的丈夫。身份多朋友也多，新交的第三個朋友是俞佩玉。
擅長攝心術，身上永遠帶著妙絕人寰的救傷靈藥，招式魚龍蔓衍，變化無窮，普天之下，無論江南中原，塞外滇邊，無論那一門那一派的武功皆沒有他使不出的。
- 「神刀公子」司馬斌

又號「鳳陽神刀」，身穿紫花衣衫，手持截金斷玉的玉龍刀，是金燕子的追求者。
- 金燕子

江南女侠，“神鷹”云鐵翼之徒。與俞佩玉在銷魂媚宮中有一段生死經歷，曾被郭翩仙以攝心術控制直至紅蓮花破解攝心術將其交給徐淑真，曾識人不清，與蠶教中的「瓊花三娘子」中的銀花娘結拜，銀花娘因知道金燕子和蜀中唐門的唐琪、唐琳、李佩玲三女以姊妹相稱而利用她一同去唐門，實際上另有盤算。
黃衫佩劍，明亮清澈的雙眸既似冷酷，又似多情，語聲雖冷傲，但卻嬌美，豪爽明朗，性子急。
- 「銷魂娘子」朱媚

銷魂宮宮主。
四十年前傾國傾城的絕代佳人，媚術天下無雙，可令天下男子神魂顛倒，媚行天下。美艳绝伦，武功高绝，更精通床笫之道，曾是颠倒众生，妖冶放荡的魔女。
痴恋東方大明之子东方美玉，三十年前李代桃僵，洗尽铅华携夫隐居李渡镇，做一位贤妻良母，明知东方美玉心术不正，却无法自拔地为他牺牲了一切，最终只落得双双身亡，是书中最悲情的角色之一。
曾持有東郭先生的報恩牌和紀錄無數江湖秘密的閻王帳。
- 田際云

「神龍劍客」田龍子之徒，人稱「神龍」，洛陽田家七房共祧的獨儿子。輕功內功俱都不弱，手上更練過“大鷹爪力”一類的功夫。
劍眉星目的少年，絕招乃“驚龍搏命大三式”。
- 十雲

青城天妙觀怒真人之徒，是個眉清目秀，斯斯文文的小道士，不但人長得斯文，說話斯文，而且臉上總是笑眯眯的，脾气竟像是特別溫柔和緩。
人雖秀气，招式卻是剛猛凝重，正是拳經上說的“蓄勁如張弓，發勁如射箭”，只要一招出手，必是沉沉實實，神變气退，絕沒有什么花巧。
一身青布道袍點塵不染，一張臉更是紅裡透白，白裡透紅，像是吹彈得破。
- 「為富不仁」富八爷

同性戀，住的地方叫“雅敘園”，下人都是男同性戀。
小氣吝嗇，為富不仁，奇形怪狀的老頭子，他鼻子是鼻子，眼睛是眼睛，既不駝，又下跛，耳朵一邊一個，鼻子也沒有長到眼睛上去。但也不知怎地，他就是叫人瞧著不順眼。
武功是少林寺的不傳之秘「百步神拳」，神拳無敵，不但能傷人于無形，還能令人傷發于七日后。
若有誰送的禮不如他的意，就難免要挨上一拳，以做壽來打秋風的人不少，但像這位富八太爺如此強橫霸道的，倒甚是罕聞罕睹，這簡直比攔路打劫的強盜還要凶得很多。
江湖中人在背后都偷偷叫他“為富不仁”，但當著他的面，卻沒有一個人敢提起這四個字，有一次“洛陽府”的金刀陳雄無意中說漏了嘴，剛走出大門，就口吐鮮血……
- 富八奶奶

這位富八奶奶倒是位賢淑慈祥的婦人，而且禮佛至誠，從不愿看到殺生，是以富八爺殺的人大多是走出門后才死的。實際上是個男人，武功亦不在富八爷之下。
- 俞忠

自幼追隨俞放鶴的老僕人。
- 黑鴿子

武林七禽之一，當不了強盜也做不了鏢師，嘴嚴腿快，負責替人傳遞書信，在為俞放鶴送信時被信上的毒毒死。
- 「飛鷹」孫衝

武林七禽之首，以輕功聞名江湖。
- 「紅櫻綠柳劍」郭衝

點蒼門下，在黔貴一帶名聲頗為響亮的劍客。
- 「沒事忙」梅四蟒

丐幫幫主紅蓮花的左右手，隨身帶著小青、小白、小斑、小點四條毒蛇。
- 松水

少林弟子。
- 花媒

百花幫大師姊，輕紗為衫的絕色少女。
- 花訊

百花幫弟子。
- 白鶴

崑崙弟子，白面微須，目如利劍，足登著白木屐，手撐著黃紙傘，攜簪高髻的道人。
認為俞佩玉是殺死掌門天鋼的兇手而率領一眾同門向他展開追殺。
- 羅子良

大富翁，“金谷莊”莊主，做人特別小氣，平日省吃儉用，連傭人都捨不得多僱幾個，暗中為姬靈風做事。
- 香香

俏生生的一張瓜子臉，未語先笑，頭上鬆鬆的挽了個髮髻，蓮步姍姍，自有種風流嫵媚之態。
望花樓久歷風塵的名妓，眼力比刀還厲害，被姬靈風用“極樂丸”控制暗中為她做事。
- 「如花劍客」徐若羽

年紀雖已有四十左右，但看來仍是風采翩翩，不但頭髮梳得很光亮，鬍子也修剪得整齊，衣服更穿得很合適，看來就像是個養尊處，又喜歡拈花惹草的花花公子。
黃山『萬木山莊』的少主人，為了武功和胡佬佬結為夫妻，望花樓的經營者，被姬靈風用“極樂丸”控制暗中為她做事。
- 巧手三郎

“如意堂”的三少爺，擅長分水峨嵋刺和機關術。
面色慘白，鷹鼻削腮，看來一副酒色過度的模樣，但眼睛有神，天生的多情種子，瞧見漂亮的女孩子受了欺負，他比誰都生氣，喜歡銀花娘。
在幫助銀花娘打開銷魂媚宮的寶庫後被銀花娘當場殺死。
- 「沒影子」屠飛

擅使一把紫金刀，號稱輕功無雙，被胡佬佬已一粒蠶豆毒死。
- 宋宏星

“萬木莊”的大少爺，面色淡黃，在江湖中也是一流的好手，被天吃星用一面裝水果的銀盤子隔空截成兩段。
- 「鐵金剛」韓大元

鎮遠鏢局的總鏢頭，身材頎長的大漢，穿著用昂賈的絲緞做成的華麗衣服，素來和宋宏星同進退，被天吃星殺死。
- 「滿天星」趙群

目光炯炯，滿臉麻子，以一雙鐵掌與囊中七十二枚金錢鏢揚名甘陝一帶。
- 「千里神駒」黃風

面長如馬，又高又瘦的黃衣人，名揚河朔的北路譚腿第一名家
- 「劈山刀」宋剛

蘇北一帶大名鼎鼎的人物。
- 「打虎拳」趙強

蘇北一帶大名鼎鼎的人物
- 「玉面神刀」曹子英

白生生的臉龐，並不難看，臉上總是笑嘻嘻的，身上的衣服穿得很合身，腰胖懸著的刀看來也很名貴，全身上下，可以說並沒有什麼令人看不順眼的地方，但也不知怎地，他偏偏就是令人看不順眼。
笑裡藏刀，滿腹子壞水，武功比宋剛和趙強高明些。
- 「開碑手」楊永泰

在川中武林的確是字號很響的角色。
- 「蜀山神猿」袁公明

德高望重的武林前輩，老奸巨猾。
- 「金刀」胡義

平常最喜歡以朱家、郭解自居。
- 雷風

霹靂堂堂主。
- 應聲蟲

回聲谷中人，真正的輕功最高者，被他盯上的人只能聽見他從背後學人說話的迴聲，沒人見過他，連他的影子都沒人見過。
連身法快若瞬移的楊子江和武功绝顶的天吃星都對他極為恐懼。
- 鄭玄

南海紫沙島島主，魚璇的生死之交，掌中一雙日月輪，招術據說乃得自昔年東方城主的真傳，數十年來未遇敵手，某次接到富八太爺做壽的帖子，但準備的壽禮沒能讓他滿意，七天後一回到家就吐出黑血成鬥，當天晚上就不治而死了，連他自己都不知道自己是怎麼受的傷。
- 四惡獸

橫行川.鄂,陜,甘四省邊境，各自嘯聚一方。
- “黑豹”秦彪

四惡獸之首，身穿黑衣，身材頎長，行動矯健，腳步重踏也聽不見絲毫聲音，內功十分精深。
漆黑的臉上，顴骨高聳，滿是刀疤，笑將起來，一張大嘴卻血也似的紅，彷彿一口就能將人的頭顱嚼碎。
- 「紅虎」趙剛

四惡獸老二，又高又胖，滿臉橫肉，身穿紅衣，一掌落下能將一個石墩變成了十七八個碎片。
- 「灰狼」

身穿灰衣，瘦骨嶙峋，一張臉死氣沉沉，鼻子少了半個，耳朵也缺了半邊。
為人極為精明謹慎，四惡獸中唯一看穿銀花娘算計的人。
- 「白蛇郎君」

身穿白衣，走起路來，閃閃縮縮，一雙手不停地在抖，竟然說不出的令人噁心，一說起話來，全身都抖個不停，活脫脫像是條響尾蛇，輕功極妙，出手極狠。

### 殺人莊姬家
- 姬苦情：

姬葬花之父，身材枯瘦矮小，相貌苍老，与姬悲情同为书中的大反派。
为了实现其独霸江湖的美梦，害死了武林盟主俞放鹤及“菱花神剑”林瘦鹃、太湖金剪金龙王等一批武林顶尖人物，且以易容术“制造”了一批假货色取而代之，意在控制中原武林。
- 「墨玉夫人」姬悲情

姬葬花之母，殺人莊莊主夫人，不但是姬苦情的妹妹，也是姬苦情的妻子，修練“先天罡氣”，武功已是天下絕頂卻少有人知，世上唯有東郭先生可做她對手。
明眸如水，美靨如花，風姿優美，容華絕代，她穿衣服是黑色的更襯然她膚色的瑩白，面目之美當真是美如天仙，只是眉宇間卻帶著種說不出的冷酷之意，令人再也不敢親近，性格十分高傲倔強，就算錯了也情願繼續錯下去，也不願意在任何人面前承認錯誤，三十年來江湖公認的八名絕色美人之一。
三、四十年前，江湖中若是提起「墨玉夫人」來，至少有幾萬個男人會心甘情願的為她去死。
海東青和楊子江的師尊，精通西洋波斯一帶的刀圭易容之術，和東郭高所習不同卻有異曲同工之妙，親手製造了無數靈鬼為她所用。
- 「天狼星」海東青

身穿黑衣的少年，鳶肩細腰，身子筆挺，一張黑得發亮的臉上，生著一雙黑白分明的大眼睛，一拳可立斃奔馬，力道極大，武功驚人，姬悲情的徒弟，楊子江的師兄，江湖上與天吃星齊名的高手。
- 楊子江

真小人，從小被父母遺棄，因為是從揚子江裡被人撈出來的所以才叫這名子，身法詭異飄忽，快若瞬移，武功絕頂，口舌之利亦不在武功之下，姬悲情的徒弟，海東青的師弟。
- 姬葬花

殺人莊莊主，姬悲情與姬苦情之子，表面上是小丑般被欺負的侏儒，但實際上是心態扭曲的殺人狂，會在殺人後把人埋起來，多次暗算俞佩玉卻皆被陰差陽錯地化解。
- 姬靈風

姬靈燕的雙胞胎姊姊，高傲，冷漠，為達目的不擇手段，但同時也有十分善良的一面，用“極樂丸”控制了許多人，大江南北、黃河兩岸，自西北到川滇，所有主要的城市裡都有她的屬下，精明能幹，劍法毒辣，身姿窈窕，容貌美麗。
曾想要以極樂丸控制俞佩玉，幾乎得手，不料俞佩玉中途被瓊花三娘子所救，藉此克服了毒癮，使她功虧一簣。
- 姬靈燕

俞獨鶴和姬悲情的女兒，天真純潔，無知無邪，能通鳥語，自稱雲雀，俞佩玉在殺人莊時數度作弄他。
- 靈鬼

總以靈鬼自稱，聲音既非十分冷漠，也非十分尖銳，但聽來卻特別令人不舒服，只因無論是誰說話，多少總有個高低快慢，但這人說話，每個字都是平平淡淡，不快不慢，就像是銅壺滴水，說不出的單調沉悶。
長得既非十分難看，也非十分兇惡，更沒有什麼殘缺之處，但也不如怎地，叫人一看就覺得全身發冷，他眉毛很濃，眼睛很大，甚至可以說相當英俊，嘴角還帶著一絲微笑，驟然看來，這笑容還相當動人，但仔細一看，他全身上下，連一絲笑意都沒有，目光更是冰冰冷冷，這笑容就像是別人用刀刻上去的。
身上穿著件緊身黑衣，剪裁得極為合身，腰上卻縛著條血紅的腰帶，腰帶上斜插著柄弦月般的彎刀，刀柄上也縛著紅綢，刀身卻漆黑如墨。
不畏刀劍，輕功刀法邪氣詭異，江湖中能接得住他十招的人絕不會超過十個，身死後還能復活歸來，神秘恐怖，實則不只一個，而是一群由姬悲情用刀圭易容之術製造，一切皆受其操縱的手下。

### 蜀中唐門
- 唐無雙

唐門掌門人，名震天下的武林巨匠，是个天不怕，地不怕的英雄铁汉。
十餘年前蜀中武林最混亂的時候真正的唐無雙為了大局臨死之前找一名遠房表叔來假扮他，因此十多年來一直安份守己，一切事都取決於唐琪，變了一個人。
- 唐瑀

唐門長公子
- 李佩玲

唐無雙的長媳，唐瑀的妻子。
生著張圓圓的臉，圓圓的眼睛，手腕也圓得像嫩藕，看來溫柔而富泰，始終帶著微笑，標準的賢妻良母，大家兒媳婦，平時安靜寡言，因此當她發話時份量也重。
- 唐珏

唐門二公子，家中排行老三。
和金花娘已有了私情，但因唐無雙反對他和擺夷族的女子成親而鑄下大錯。
- 唐琪

唐家莊的二姑奶奶，家中排行老二，是精明強幹的女中豪傑。
身材頎長豐滿，一張稍為顯得長些的鴨蛋臉上，帶著幾粒白麻子的婦人。
許過二次人，但還沒有過門她未婚的夫婿就死了，於是就有人在背後說她人太能幹，命太硬是剋夫像，這話傳到她耳朵裡她一氣之下，就當著祖宗牌位發誓再也不嫁人了，但真相卻是十餘年前蜀中武林最混亂的時候真正的唐無雙為了大局臨死之前找一名遠房表叔來假扮他，吩咐唐琪若他有了爭權奪位之心就立刻將他置之於死地，因為這個任務她只能守活寡死守唐家，無論如何也不能嫁出去。
- 唐琳

唐琪的妹妹，家中排行老四。
看起來弱不禁風的少女，有一雙又黑又沉的大眼睛，唐門少年子弟中本有不少人私心戀慕著她，但她卻對俞佩玉一見鍾情。
- 「千手彌陀」唐守清

唐家七師哥，人雖和氣，但武功卻是一等一的，不當值的時候是做酒樓掌櫃的。
- 「鐵面閰羅」唐守方

唐家四師兄，為人最是刻板嚴肅。

### 天蠶教
- 桑木空

天蠶教教主，曾化身銀光老人，面上經常帶著水火不傷幾可亂真的人皮面具，連他的弟子都沒見過他的真面目。
本领高强，性情怪异，亦正亦邪，其三个女儿号称“琼花三娘子”，皆美艳动人，倚仗诡秘恶毒的武功游走江湖，杀人如草芥。
- 瓊花三娘子

三女皆是面靨如花的絕世少女，一件寬大的黑色斗篷，長可及地，掩蓋了她們窈窕的胴體，她們頭上黑髮高高挽起，鬢角各各插著朵瓊花，一朵花金光閃閃，一朵花銀光燦爛，還有朵花卻發著烏光，她們非但都很美，而且都有種說不出的媚熊，這種媚態彷彿是自骨子裡發出來的，別人學也學不像。
- 金花娘

天蠶教的香主，早已和唐家二公子唐珏有了私情，頭戴金花，柳眉微顰，一雙秋水如神的眼波，和另外兩個妹妹比起來身材較豐滿，眼睛似乎也比較大些。
- 銀花娘

天蠶教的香主，柔發如雲，明眸如星，因被俞佩玉拒絕而在他完美的面容上畫了一刀，郭翩仙交的第四個朋友。
- 鐵花娘

天蠶教的香主，三娘子中笑得最動人的，對俞佩玉一見鍾情。
- 桑二郎

天蠶教大師兄，前任大師兄桑大郎死於他手。
曾因銀花娘受過“天蠶噬體”之刑，穿了件銀光閃閃的長衫，手裡還拿著柄摺扇，遠遠看過去倒也風度翩翩，臉本來不瘦，但臉上的肉卻被什麼東西咬下了一大半，左邊半個鼻子還是好好的，右邊半個鼻子卻已不見，上面一塊肉還是好好的，下面卻連皮都沒有了，露出一塊塊灰中帶青，青裡帶白的骨頭，一雙手竟也已只剩下四根手指，右手三根，左手只有一根，其餘的六根指頭也已不知被什麼東西啃光了，看來就像是在一群餓狼的嘴裡被救下來的，剛自地底復活的殭屍。
受假俞放鶴蠱惑背叛了桑木空。
- 香魂

瓊花三娘子的手下。
- 馬嘯天

桑坪壩土豪，天蠶教川北分舵弟子。

### 十大高手
當今天下，真正的十大高手，都絕少在江湖走動，其實他們的武功，不在當今聲名最顯赫的十三大門派的掌門人之下。
- 怒真人

十大高手之一，居住在青城山天妙觀。
目如火炬，滿面虯髯，兩條濃眉，竟已糾結到一處，滿頭亂髮，如刺般根根蓬起，乾枯瘦小，身上穿著件破舊的藍布道袍，用條麻繩圍腰束起，麻繩間插著柄一尺多長的短劍，劍鞘上鑲滿各色寶石珠玉，光輝奪目。
性情十分急躁，性情急躁的人，功夫大多練不好，但這人卻偏偏是功力深厚，每個字都如銅鐘大鼓，震得人耳朵發麻，誰也想不到這小小的身子里，竟能發得出這么大的聲音，卻不知他气功已練到登峰造极，沛然流動，無所不至，縱在平時說話時，也有真气貫注其間，是以每個字說出來，都如銅錘鐵杵，震人耳鼓。
他自己本非天資敏慧的人，武功全是拚命苦練出來的，根本就不相信世上有舉一反三，一教就會的人，也就因為他練武時吃的苦比別人都多得多，是以藝成時脾气特別暴躁，常會將怒火莫名其妙地出在別人身上。
此人气功之高，已入化境，据說已到達“重樓飛血，七寶樓台”之境，沛然流動，無所不至，全身真气布滿，堅逾精鋼，單以气功而論，實可說是天下第一，而且此人性情孤僻，從來很少看得上別人。
- 「神尼」櫻花

十大高手之一，居住在小蓬萊櫻花谷。
- 「神龍劍客」田龍子

十大高手之一，四海為家，游俠無蹤，江湖傳言「一劍鎮天山，威名動八表」。
身形高瘦，穿著件不青不灰的長袍子，腰胖繫著根杳黃色的絲絛，懸著柄形式奇古的劍，頭上戴著頂像盆子般連臉一齊蓋住的竹笠，一張蒼白瘦削的臉，這張臉遠看本極英俊，但臉上的刀疤劍疤少說也有十來條，襯著他毫無血色的皮膚，灼灼有光的眼睛，使得這張臉充滿了一種說不出的悽秘可怖之意。
武功“進步連環，游龍十八式”，此人乃是十大高手中行蹤最飄忽，出手最辛辣之人。
- 「飛駝」乙昆

十大高手之一，居住在極北荒漠，江湖傳言“駝鈴一響，命喪當場。”
成名絕技為「追風掌」，身法雖快如鬼魅，身形卻极為高大，只不過背上隆起一塊，是個駝子，打扮非道非俗。
- 「不夜城主」東方大明

十大高手之一，南海七十二島中，日月島、不夜城，以一對「日月雙輪」威震南海，令海南劍派數十年不敢妄動。
据說昔年若有人敢直呼他的名號，那人只怕很難活過一個對時。
個子高高的，羽衣星冠，看來似乎是仙風道骨，令人尊敬，其實卻也是個惡毒的小人。
- 李天王

十大高手之一，居住在神風嶺，所用的兵刃是一座數百斤的鐵寶塔。
滿面虯髯，身材魁梧，一張臉生得如同鍋底
- 胡姥姥

十大高手之一，武功不見的很強，擅長使毒，所用之毒也是天下一絕。
當今天下最凶最狠的女人，就是胡佬佬，當今天下輕功最高、最會用毒的女人，也是胡佬佬，“十大高手”中，曾經有三個人將她困在陰冥山，無腸谷，圍攻了七日七夜，還是被她活著逃出來了。
江湖中人都說胡佬佬行蹤飄忽，不可捉摸，同一天里，有人瞧見她在江南卻又有人瞧見她在河北，實際上這胡佬佬竟是孿生的姐妹兩個，面目裝束打扮也一模一樣。

### 提及人物
- 「血影人」

這人心黑手辣，殺人如麻，目中無人，凶橫狂傲，江湖中人雖然都恨他入骨，但卻也拿他無可奈何。
可算是不世出的武林奇才，不但武功极高，輕功更是天下無雙，無人能及，他的身法之快，縱然有日行千里的寶馬，也絕對無法赶到他前頭。
就連崑崙派的「飛龍真人」都自認比不上他，有几次他明明被數十高手圍住，眼看就要惡貫滿盈，但還是被他仗著絕世的輕功逃了出去。
血影人也是當時數一數二的暗器名家，目力之強，据說連一里外的蒼蠅，都可以看得見，而且還可看出那蒼蠅是雄的，
- 「小神童」

是五胞胎，他們五兄弟長得都是一模一樣的。
和「血影人」比賽輕功，由京城至武漢作五千里的輕功競走，兄弟躲在路上等到血影人要歇下來時，他們就故意自血影人面前掠過，活活累死「血影人」。
- 小李將軍

昔年刀法天下第一，故老相傳，天下無人能擋得住他一刀，只因他一刀使出，刀与招已渾成一体，別人但見其招，不見其刀，是所謂『有招而無刀』，卻教別人如何能閃避得開。
- 「长白山王」公孙火

长白派开山宗主，拳掌无敌，性如烈火，到长白山去找他麻烦的人，就算长着个铁头也要被他打碎，当时威名之盛，已超越少林、武当之上。
- 「神鷹」云鐵翼

二十年前名滿天下的獨行俠，但云鐵翼一生獨來獨往，仇家遍于天下，晚來只收了金燕子這唯一的徒弟，等到金燕子出道時，云鐵翼已是病在垂危。
他知道自己一生結仇太多，是以嚴誡金燕子不可說出自己的師承來歷，江湖中果然也沒有人知道她師父是誰。
云鐵翼臨死之前，曾經得到了一本上古的武功秘笈，無論是誰，只要學得這秘笈上的武功，便可橫行天下，所以這秘笈若是落在惡人手上，那后果真是不堪設想，那本武功秘笈，必定要有极高智慧的人，才能參悟得透，若讓那本武功秘笈留在世上，必定要引起許多流血爭殺，但他又舍不得將之毀去，所以就將它藏到一個极為隱密之處，那地方除了云鐵翼外，誰也不知道。
- 紅雲大喇嘛

密宗三大高手之一，和崑崙派宿怨極深，上崑崙搦戰不止一次。
- 「塞上奇花」紅牡丹

密宗第一高手“紅雲大喇嘛”的愛寵，不但姿容絕出，而且生具內媚，也不知有多少人為她神魂顛倒，只求能一親芳澤，只可惜紅雲大喇嘛是個醋子，連瞧都不許別人瞧她一眼。
塞上第一美人，三十年來江湖公認的八名絕色美人之一，眉目如畫，美如天仙，身上穿著塞外蒙族少女的裝束，異族佳麗的打扮，看來別有一番風味
- 「梵音大師」

七十年前江湖十四派於黃池連盟時的少林掌門。
- 「鐵肩道長」

七十年前江湖十四派於黃池連盟時的武當掌門。
- 「龍游劍」吳濤

劍法名家。
- 「飛龍真人」

崑崙派高手，以輕功聞名。
- 「八臂天王」

曾用火藥暗器在唐無雙肩上留下的一處火傷。
- 「银铃剑客」

唐無雙二十八歲那年因其出口辱及師長與他決鬥三次，前兩次險死劍下，到最後一次才要了他的命。
- 洪勝奇

鳳尾幫幫主，他之所以能做幫主就因為他陷害了他的大師兄，再毒死了他的師父，直到這件秘密被人揭破，江湖中人都還認為他是個了不起的大英雄。

## 小說目錄
- 第一回　祸从天降
- 第二回　龙虎风云
- 第三回　阴险毒辣
- 第四回　雨夜幽灵
- 第五回　生而复死
- 第六回　生死之谜
- 第七回　海棠夫人
- 第八回　极乐毒丸
- 第九回　意外之变
- 第十回　同命鸳鸯
- 第十一回　情有独钟
- 第十二回　扑朔迷离
- 第十三回　别有用心
- 第十四回　包藏祸心
- 第十五回　坚逾金石
- 第十六回　出奇制胜
- 第十七回　去而复返
- 第十八回　往事如烟
- 第十九回　惊龙搏命
- 第二十回　不堪回首
- 第二十一回　一诺千金
- 第二十二回　借刀杀人
- 第二十三回　怀璧其罪
- 第二十四回　幸脱危难
- 第二十五回　师奸徒恶
- 第二十六回　望花楼头
- 第二十七回　惊奇之变
- 第二十八回　神秘少年
- 第二十九回　黑夜追踪
- 第三十回　惊人惨变
- 第三十一回　不测风云
- 第三十二回　飞来横祸
- 第三十三回　互斗心机
- 第三十四回　刀光剑影
- 第三十五回　灵鬼化身
- 第三十六回　地狱恶魔
- 第三十七回　阎羅王债册
- 第三十八回　奇峰迭起
- 第三十九回　风波已动
- 第四十回　妖法无边

## 電視劇集
- 1979年 香港無綫電視 名劍風流，夏 雨 潘迎紫 黃敏儀 劉 丹主演
- 1985年 華視 名劍風流，陳麗麗 傅娟 張正藍 李陸齡 葉飛 楊懷民 曾亞君主演